# Corofin (comté de Galway)
Ne doit pas être confondu avec Corofin (comté de Clare)
Corofin ou Corrofin (en irlandais : Cora Finne) est un village de la province de Connacht, dans le Comté de Galway, à l'ouest de l’Irlande. Il compte 745 habitants au recensement de 2022.

## Géographie
Corofin se situe à environ 8 kilomètres de Tuam et à 20 kilomètres de Galway, les deux plus grandes villes du comté. le villagé est traversé par l'autoroute M17 (en), qui relie les viles de Galway et Sligo, au nord.

## Histoire
Sur le territoire de la commune se trouve le Château de Corofin, aujourd'hui partiellement en ruine. Construit par Richard de Burgh en 1451, il servait à protéger ses terres des clans natifs de la région.
L'église catholique du village, construite autour entre 1842 et 1844, est une église romane placée sous le vocable de Saint Colman.

## Sport
L'équipe locale de football gaélique, le Corofin GAA, est l'une des plus titrées d'Irlande avec cinq championnats d'Irlande des clubs remportés, le plus récent datant de 2020. L'équipe est également 10 fois championne du Connacht et 23 fois championne du comté de Galway.
Une équipe d'athlétisme, le Corofin AC, représente également le village, de même qu'une équipe de football nommée Corofin United.
Grâce aux performances de l'équipe de football gaélique, plusieurs joueurs à succès sont originaires de Corofin, comme Gary Sice (en) ou Kieran Fitzgerald (en).